# Alfred Draxler

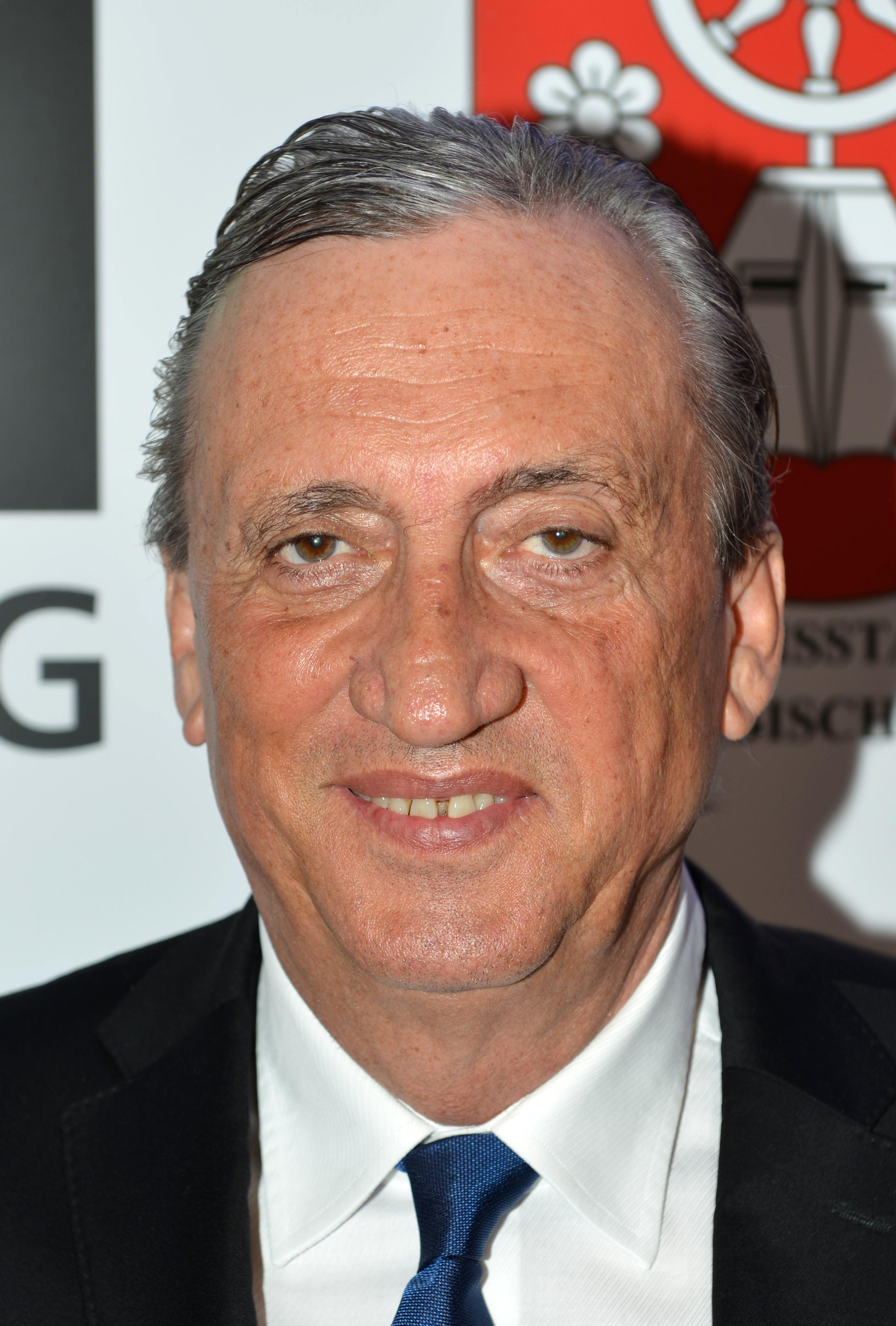
Alfred Draxler (2014)

Alfred Draxler (* 25. Januar 1953 in Gelsenkirchen) ist ein deutscher Journalist.

## Leben
Draxler begann seine journalistische Karriere als Jugendlicher bei der Buerschen Zeitung. Seit 1978 arbeitet er als Redakteur für die Bild-Zeitung. Im Jahr 1992 wurde er stellvertretender Chefredakteur. Zum 1. Januar 2001 übernahm er zudem die Leitung der Sportredaktion der Bild am Sonntag. Vom 1. November 2004 bis zum 31. Januar 2014 war Draxler Stellvertreter des Chefredakteurs Kai Diekmann bei Bild, anschließend wurde er Chefredakteur der Sport Bild. Er ist regelmäßig Gast im Doppelpass.

## Kritik
Im Jahr 2008 wurde Draxler vorgeworfen, obwohl innerhalb der Zeitung hauptsächlich für den Sport zuständig, aus persönlichen Gründen an einer BILD-Kampagne gegen Anne Will beteiligt gewesen zu sein. Draxlers Ehefrau, die CDU-Politikerin Martina Krogmann, ist die Patentante des Sohnes des CDU-Politikers Friedbert Pflüger. Dieser hatte vehement Wills Rücktritt gefordert und war während dieser Zeit in BILD ausführlich zu Wort gekommen.
Im Zuge der Diskussion um mögliche Schmiergeldzahlungen im Vorfeld der Vergabe der WM 2006, ausgelöst durch einen Bericht des Spiegels im Oktober 2015, nahm Draxler die verantwortlichen Personen um Franz Beckenbauer, Günter Netzer und Wolfgang Niersbach in Schutz. Er schrieb, seine „Intensiv-Recherche“ habe ergeben, dass das Sommermärchen nicht gekauft gewesen sei. Wie der Spiegel im Oktober 2018 berichtete, schickte Draxler diesen Artikel vor Veröffentlichung sowohl an Niersbach als auch an Netzers Ehefrau Elvira. Die Betreffzeilen der beiden Mails lauteten „Ich kann noch alles ändern“, was in eklatantem Widerspruch zum Inhalt des späteren Artikels steht, in dem Draxler vermeintliche Unabhängigkeit betont und schreibt, er habe Beeinflussung bei seiner Recherche komplett ausgeschlossen.

## Schriften
- Franz. Bilder eines bewegten Lebens. Weltbild, Augsburg, 2005, ISBN 3-89897-263-1
- 40 Jahre Bundesliga. (Mitautor Franz Beckenbauer) Ullstein, München, 2003, ISBN 3-548-42085-0